# Beatrix der Nederlanden
Beatrix Wilhelmina Armgard, Prinses der Nederlanden, Prinses van Oranje-Nassau, Prinses van Lippe-Biesterfeld (Baarn, 31 januari 1938) was van 30 april 1980 tot en met 30 april 2013 Koningin der Nederlanden. Zij is het oudste kind uit het huwelijk van koningin Juliana der Nederlanden en prins Bernhard van Lippe-Biesterfeld en sinds 2002 weduwe van prins Claus der Nederlanden.  

## Geboorte en doop
Half juni 1937 maakte Juliana tijdens een korte radiotoespraak vanuit Paleis Soestdijk in Baarn haar eerste zwangerschap openbaar. Na afloop van een feestelijke ontvangst in Amsterdam zei de kroonprinses in een dankwoord aan de Amsterdamse burgerij het volgende: "Nooit had iets mij kunnen weerhouden alle delen van het programma mee te maken, waren het niet - op zichzelf verheugende - gezondheidsredenen geweest, die u zeker wilt verstaan en billijken".

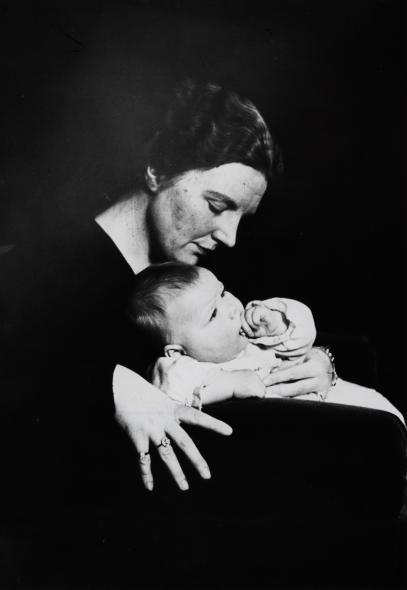
Beatrix met haar moeder Juliana

De zwangerschap verliep probleemloos, maar niet zonder zorgen. Eind november 1937 botste Bernhard in een auto nabij Diemen met hoge snelheid op een voertuig beladen met zand. Hij liep onder meer een schedelbasisfractuur en zware hersenschudding op. Ook de zwangere Juliana nam haar intrek in het ziekenhuis. Vlak na Nieuwjaar waren de aanstaande ouders terug op hun huisadres paleis Soestdijk.
Op maandagmorgen 31 januari 1938 zag Beatrix op paleis Soestdijk het levenslicht. Via officiële bulletins werd verspreid dat om 09.47 uur "een flinke dochter" geboren was. De volgende dag werd op paleis Soestdijk door de vader aangifte van de geboorte gedaan, in aanwezigheid van minister-president Hendrikus Colijn.
Bij deze gelegenheid werden de officiële voornamen bekendgemaakt:
- Beatrix (zij die gelukkig maakt).[10]
- Wilhelmina, naar koningin Wilhelmina, grootmoeder van moederskant.
- Armgard, naar prinses Armgard, grootmoeder van vaderskant.

De officiële roepnaam werd Beatrix. Prins Bernhard zei dat de klemtoon eigenlijk op de a hoort te liggen, maar dat hij had besloten de klemtoon, in overeenstemming met het gebruik, op de e te leggen. De informele roepnaam werd uiteindelijk Trix.
De doopplechtigheid vond plaats op 12 mei 1938 in de Grote of Sint Jacobskerk te Den Haag. De baby droeg een doopjurk uit 1880, waarin eerder haar grootmoeder en moeder waren gedoopt. De dienst werd geleid door dominee E.H. Blaauwendraad uit Baarn. De 88-jarige voormalige hofprediker dominee W.L. Welter doopte de prinses. Het geheel werd rechtstreeks uitgezonden via de radio. Als officiële doopgetuigen waren aanwezig: koning Leopold III van België, de Britse prinses Alice van Albany (een nicht van koningin Wilhelmina), vorstin Elisabeth van Erbach-Schönberg (een tante van koningin Wilhelmina), Allene gravin Kotzebue (een goede bekende van de moeder van prins Bernhard) en hertog Adolf van Mecklenburg (een oom van prinses Juliana).
Beatrix heeft de Nederlandse nationaliteit. Door haar rechtstreekse afstamming van prinses Sophia van de Palts werd zij bij haar geboorte tevens Brits staatsburger, gebaseerd op de Sophia Naturalization Act uit 1705.
Deze Britse wet is sinds 1948 niet meer van kracht, maar geldt nog voor Beatrix omdat zij tien jaar eerder geboren werd. Zij heeft nooit een Brits paspoort aangevraagd en het is niet bekendgemaakt of zij haar Britse nationaliteit wel of niet heeft opgegeven.

## Jeugdjaren en studie
Beatrix heeft drie zussen: Irene (1939), Margriet (1943) en Christina (1947-2019), evenals twee halfzussen: Alicia de Bielefeld (1952) en Alexia Grinda (1967). Gedurende de eerste acht jaar van haar leven werd zij verzorgd door Sophia Feith.
Tweeënhalf jaar na haar geboorte vielen op 10 mei 1940 de Duitsers Nederland binnen en werd het land betrokken bij de Tweede Wereldoorlog. Met haar grootmoeder koningin Wilhelmina, haar ouders en zusje Irene vluchtte Beatrix na enkele dagen met de boot naar Engeland. In juni reisde zij met haar moeder en Irene door naar Canada, waar zij de rest van de oorlog bleef wonen. In de zomer van 1945 keerde het gezin, uitgebreid met Margriet die in 1943 in Canada was geboren, terug naar Nederland en nam opnieuw zijn intrek in paleis Soestdijk.

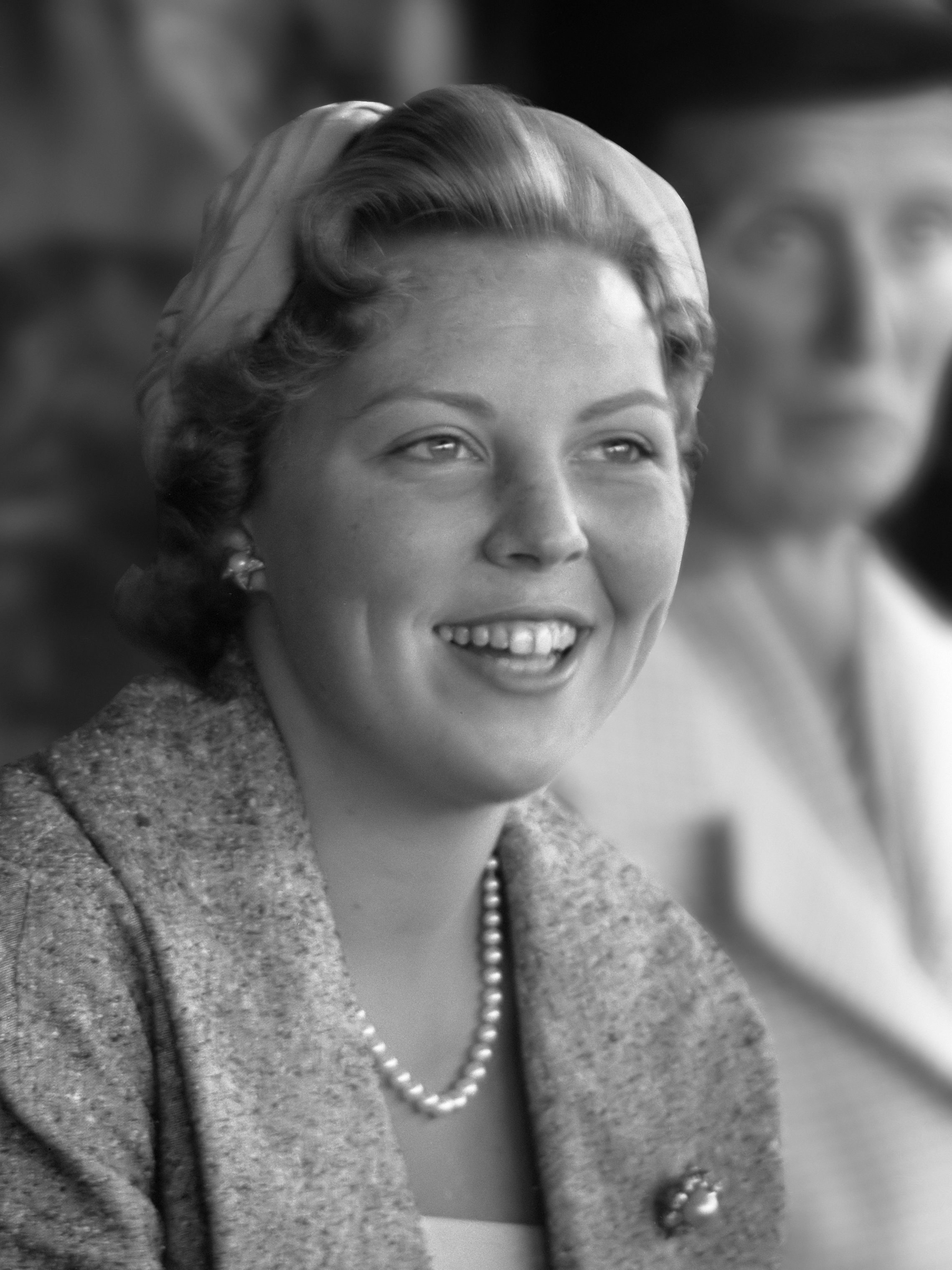
Beatrix bij haar terugkomst uit Amerika in 1959

Beatrix is net als haar zussen "scout" geweest. Zij was eerst kabouter en later waterpadvindster. Eind jaren veertig bezocht de prinses als basisschool de voor die tijd nogal vooruitstrevende Werkplaats Kindergemeenschap van de pedagoog Kees Boeke in Bilthoven, een school voor lager en middelbaar onderwijs. Het leerplan bleek voor haar en haar zussen geen succes. Uit een in opdracht van haar ouders uitgevoerde test bleek dat Beatrix en Irene een grote kennisachterstand hadden opgelopen en in april 1951 werd er voor hen in Paleis Soestdijk een privéklas gecreëerd, die aangevuld werd met geselecteerde kinderen. Op last van haar vader werd die al snel onder de verantwoordelijkheid geplaatst van het Het Baarnsch Lyceum. Er werd verhuisd naar een villa in Baarn, die als officiële dependance de naam Incrementum kreeg.
Ter gelegenheid van haar achttiende verjaardag kreeg zij als nationaal geschenk het stalen jacht De Groene Draeck cadeau, dat overigens pas een jaar later te water werd gelaten. De koninklijke familie vaart er nog steeds mee. Op 7 februari 1956 werd Beatrix als 'vermoedelijke erfgename van de kroon' geïnstalleerd als lid van de Raad van State, het hoogste adviescollege van de regering. In juni dat jaar behaalde zij haar diploma gymnasium-A. Als eindexamengeschenk kreeg zij van haar vader een Fiat 1400. Op 25 maart 1956 deed zij openbare geloofsbelijdenis in de Nieuwezijds Kapel in Amsterdam bij ds. Kater.
Vervolgens vertrok Beatrix naar Leiden, waar zij aan het Rapenburg ging wonen en aan de Universiteit Leiden ging studeren. Zij werd er net als haar moeder lid van de 'Vereeniging voor Vrouwelijke Studenten te Leiden'. Beatrix verlangde dat haar mede-studenten haar niet tutoyeerden en haar aanspraken met Koninklijke Hoogheid. Haar opleiding was gericht op haar toekomstige werkzaamheden als staatshoofd. De eerste jaren volgde zij colleges in de theoretische en toegepaste sociologie, economie, parlementaire geschiedenis, rechtswetenschap en staatsrecht. Later in Europees recht, volkenrecht, geschiedenis, het Statuut van het Koninkrijk, actuele internationale staatkunde en de cultuur van Suriname en de Nederlandse Antillen.
Tijdens haar studie bezocht de prinses verscheidene Europese en andere internationale organisaties in onder andere Straatsburg, Genève, Brussel en Parijs. Zij behaalde haar kandidaatsexamen rechten in de zomer van 1959. Dat jaar kocht zij kasteel Drakensteyn in de bossen van Lage Vuursche, waar zij in 1963 ging wonen. Op 7 juli 1961 slaagde zij voor haar doctoraalexamen rechten vrije studierichting, een combinatie van meerdere disciplines.
Eveneens in 1961 was Beatrix initiatiefneemster en later voorzitter van een Europese werkgroep die Europese jongeren opriep zich in te zetten voor een verenigd Europa. In de jaren daarna nam ze tal van representatieve verplichtingen op zich en ondernam een aantal reizen, onder meer naar de Nederlandse Antillen en Suriname.

## "My own people"

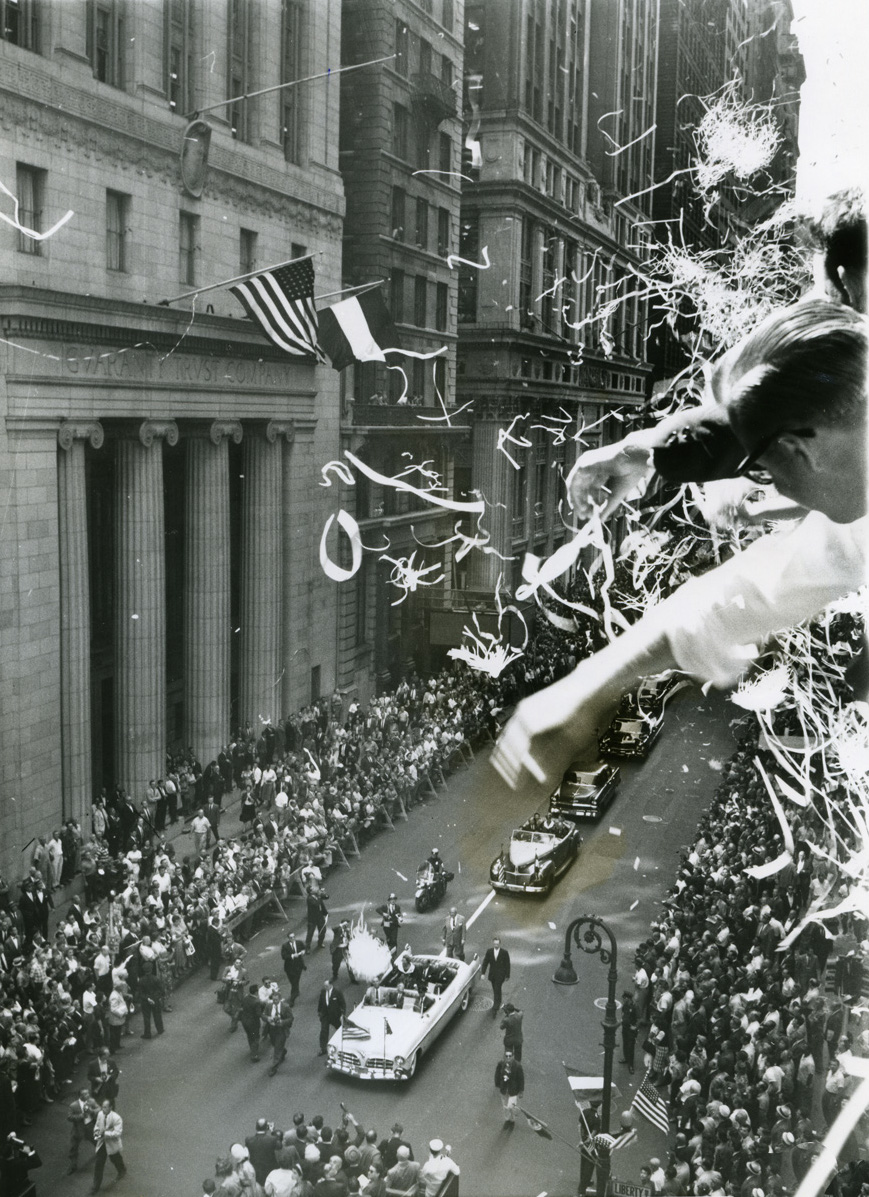
Beatrix bezocht in 1959 de stad New York, 350 jaar na Henry Hudson en werd verwelkomd met een ticker-tapeparade

Beatrix bracht in 1959 een bezoek aan de Verenigde Staten. In de stad New York werd zij op 11 september verwelkomd met een ticker-tapeparade en in Washington D.C. werd zij op het Witte Huis ontvangen door president Dwight D. Eisenhower en echtgenote.
Vooraf aan haar bezoek werd zij geïnterviewd door enkele Amerikaanse journalisten. Zij vertelde dat zij de voorkeur gaf te huwen met iemand van koninklijk bloed en verhaalde over een boottrip drie jaar eerder op uitnodiging van het toen nog Griekse koningspaar, waarbij zij naar eigen zeggen louter omgeven was "met families die allemaal in de Almanach de Gotha staan". Zij vervolgde met: "I enormously enjoyed that trip, because I felt that I was among my own people and could be myself", ofwel: "Ik heb enorm genoten van die trip, omdat ik het gevoel had dat ik met mijn eigen soort mensen was en mijzelf kon zijn". De uitspraak "mijn eigen soort mensen" leidde in het koninkrijk tot een storm van verontwaardiging. Terug op vaderlandse bodem gaf zij op Schiphol haar eerste persconferentie waar Nederlandse verslaggevers vrijelijk vragen konden stellen. Zij weet de consternatie aan een misverstand over de intonatie en aan een verkeerde vertaling. Volgens haar bedoelde zij met "my own people" "een eigen familiekring, een eigen sfeer, een kring van vakgenoten" en de uitspraak zou niet bedoeld zijn "om een bepaalde standing uit te drukken".
Vier jaar later was zij terug in Amerika. Toen vertegenwoordigde zij met haar vader het koninkrijk bij de begrafenis van de vermoorde president John F. Kennedy.

## Verloving en huwelijk
Zaterdag 1 mei 1965 om negen uur 's morgens werd Beatrix bij kasteel Drakensteyn hand-in-hand gefotografeerd met een tot dan bij de Nederlandse media onbekende man die Claus von Amsberg bleek te heten. De foto's werden gemaakt door freelance persfotograaf John de Rooij. Ze werden op 6 mei voor het eerst gepubliceerd door de Britse krant Daily Express, gevolgd door dagblad De Telegraaf.

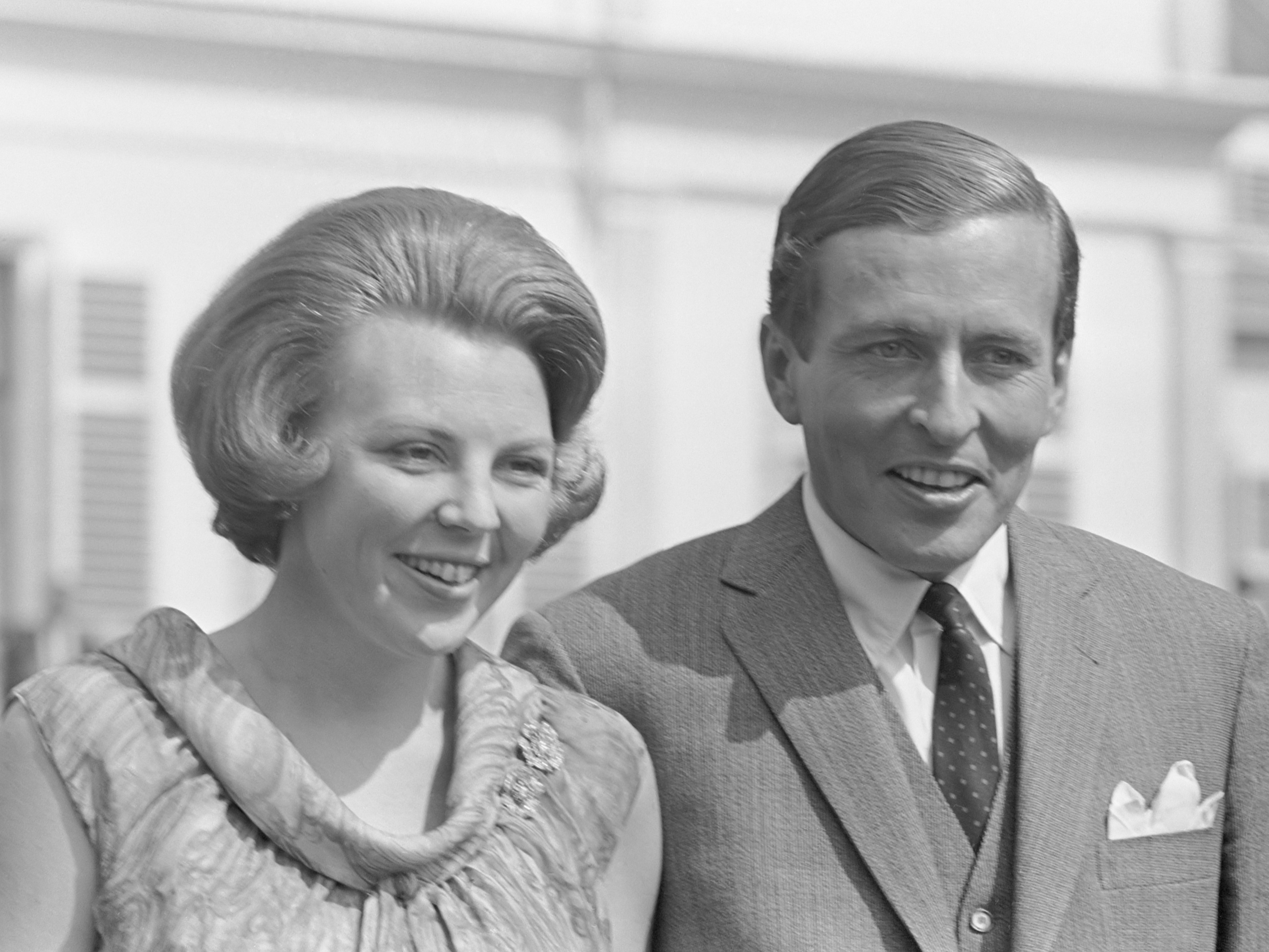
Prinses Beatrix en Claus von Amsberg in de tuin van Paleis Soestdijk op 28 juni 1965, de dag van hun verloving

Er ontstond grote commotie toen bleek dat Claus een Duitser was en lid was geweest van de Hitlerjugend. Een commissie onder leiding van historicus Loe de Jong van het toenmalige Nederlands Instituut voor Oorlogsdocumentatie onderzocht op eigen initiatief het oorlogsverleden van Claus. De uitkomsten werden als niet belastend beoordeeld. Door alle commotie voelde het stel zich geforceerd een versnelde beslissing te nemen en op 28 juni 1965 werd door koningin Juliana de verloving bekendgemaakt.
Beatrix en Claus bleken elkaar op oudejaarsavond 1962 voor het eerst ontmoet te hebben op een feestje in Bad Driburg. Anderhalf jaar later volgden ontmoetingen rond het huwelijk van prinses Tatjana zu Sayn-Wittgenstein en Maurits Prinz von Hessen. Nederlandse journalisten bespiedden Beatrix en Claus op een wintersportvakantie, maar omdat gedacht werd dat Claus voor een beoogde prins-gemaal een te lage maatschappelijke functie vervulde, werd er geen serieus werk gemaakt van zijn aanwezigheid.

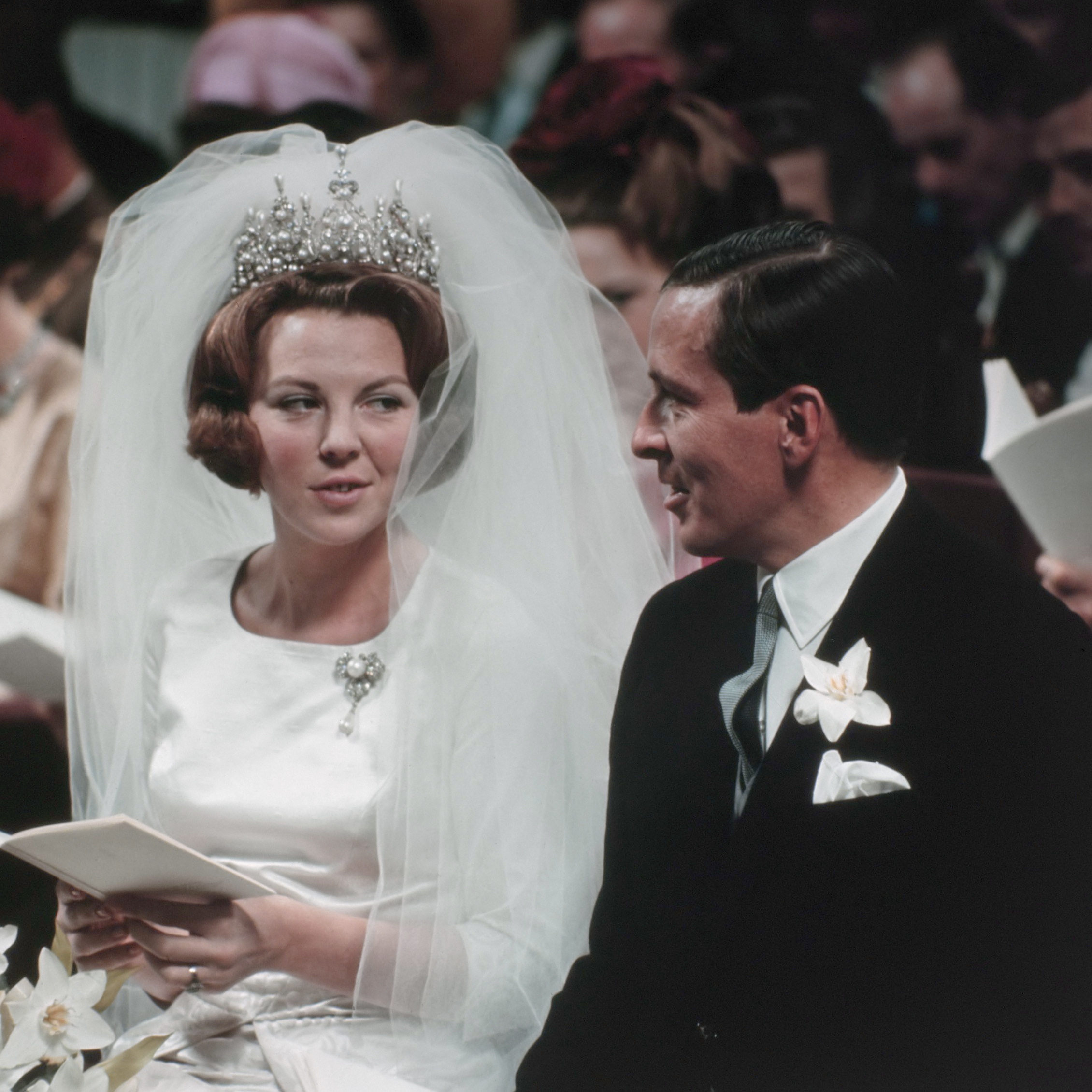
Huwelijk (10 maart 1966)

De Nederlandse samenleving bleef verdeeld over de verloving met een Duitser, relatief kort na de Tweede Wereldoorlog. Toen bekend werd dat het huwelijk zou plaatsvinden in Amsterdam, vonden de drie Joodse kerkorganisaties in Nederland dit een belediging aan het adres van de Nederlandse Joden die tijdens de oorlog vooral vanuit Amsterdam naar Duitse concentratiekampen waren gedeporteerd.
Om aan alle commotie te ontkomen, spraken Beatrix en Claus de voorkeur uit hun voorgenomen huwelijksvoltrekking in Baarn te laten plaatsvinden. De regering wilde daarvan niets weten en gelastte de trouwerij te laten doorgaan in Amsterdam.
Op 10 maart 1966 werd het burgerlijke huwelijk in het stadhuis van Amsterdam voltrokken door de burgemeester van Amsterdam Gijs van Hall. Dezelfde dag werd het huwelijk kerkelijk ingezegend in de Westerkerk. De huwelijksgetuigen voor prinses Beatrix waren haar vriendinnen Renée jonkvrouw Röell en prinses Alexandra van Kent, oom Aschwin zur Lippe-Biesterfeld en voormalig politicus Willem Drees. De kerkdienst werd geboycot door de vertegenwoordigers van de drie Joodse kerkgenootschappen. Tijdens de twee rijtoeren met de Gouden Koets werden door omstanders in de Raadhuisstraat rookbommen tot ontploffing gebracht als protest tegen het huwelijk.

## Voorbereiding op de troon
Vanaf de jaren zeventig begon Beatrix zich intensiever voor te bereiden op haar toekomstige functie als staatshoofd. Met prins Claus maakte zij vele buitenlandse reizen, waaronder een controversiële naar de Sovjet-Unie.
Na de Lockheed-affaire begonnen Beatrix en Claus zich te verdiepen in de koninklijke hofhouding en maakten plannen voor een aanpassing hiervan. Daarnaast vroegen ze adviseurs zich voor te bereiden op het koningschap van Beatrix. Op 31 januari 1980 maakte koningin Juliana tijdens een rechtstreekse televisietoespraak bekend dat zij op 30 april afstand van de troon wilde doen ten gunste van haar dochter Beatrix.
Dat Beatrix haar moeder als koningin zou opvolgen, was bij haar geboorte geen vanzelfsprekendheid. Pas in 1983 werd de Grondwet dusdanig gewijzigd dat het oudste kind van het staatshoofd de wettige troonopvolger wordt. Tot dan was geregeld dat de oudste zoon altijd voorrang kreeg op een dochter. Pas nadat Juliana biologisch gezien geen kinderen meer kon krijgen, had Beatrix zekerheid dat zij de beoogd opvolgster was.

## Inhuldiging

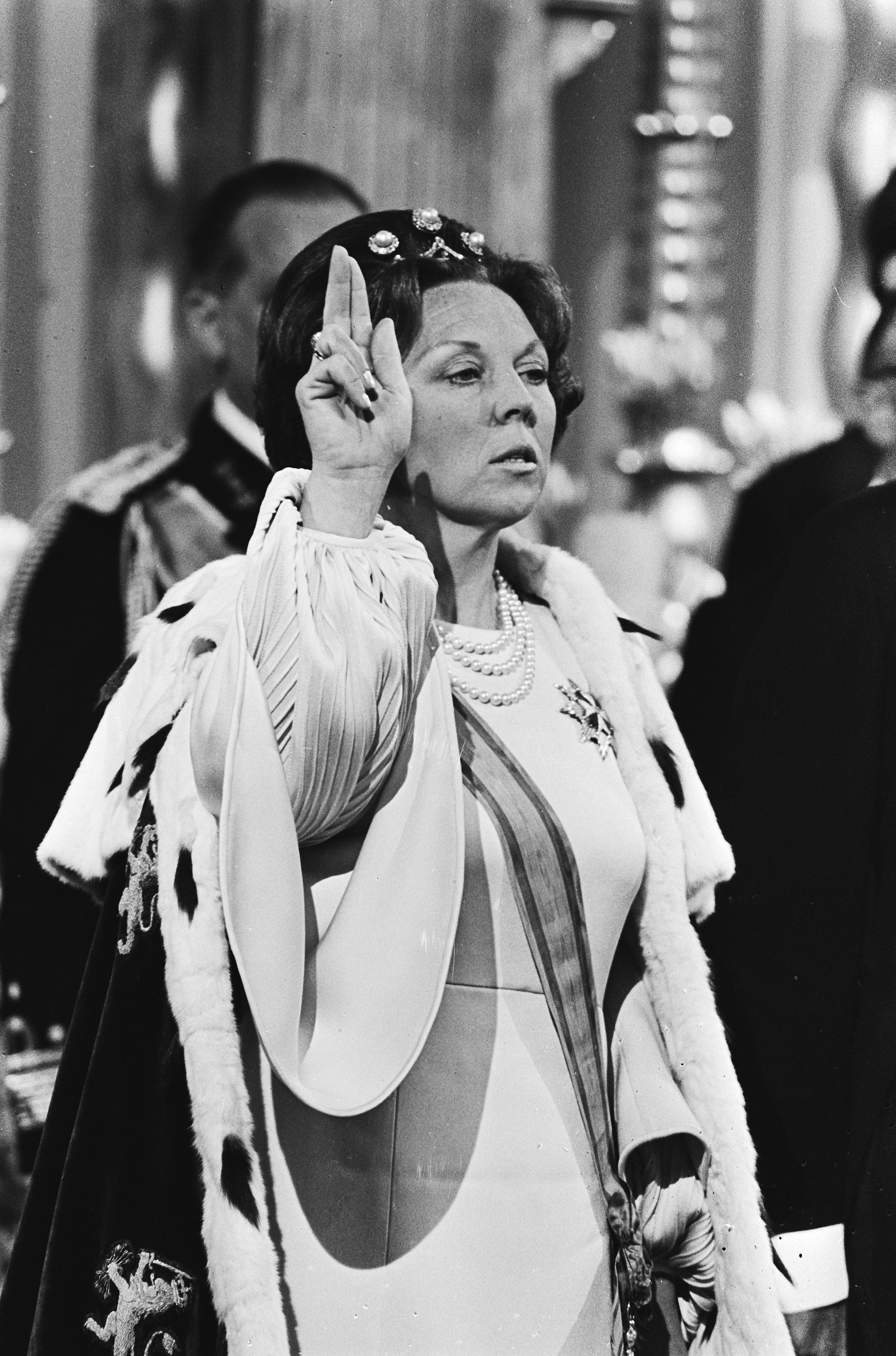
Koningin Beatrix tijdens haar eedaflegging in de Nieuwe Kerk

In de ochtend van 30 april 1980, om 10.06 uur, ondertekende koningin Juliana in het Paleis op de Dam te Amsterdam, de akte van abdicatie en was Beatrix formeel koningin. 's Middags werd zij in de Nieuwe Kerk, tijdens een plechtige zitting van de Staten-Generaal en in het bijzijn van vertegenwoordigers van Europese vorstenhuizen, beëdigd en ingehuldigd als koningin der Nederlanden.
In Amsterdam was er ten tijde van de troonswisseling een grote kraakbeweging actief die de kroningsdag had uitgeroepen tot actiedag onder het motto 'geen woning, geen kroning'. De feestelijke inhuldiging van Beatrix werd daarom overschaduwd door het kroningsoproer in de Amsterdamse binnenstad; krakers en de Mobiele Eenheid leverden ware veldslagen. De mobiele eenheid kon met moeite voorkomen dat krakers oprukten naar de Dam om de plechtigheid in de Nieuwe Kerk te verstoren. Als een van haar eerste publieke optredens als koningin bezocht Beatrix een dag na de inhuldiging gewonde ME'ers in het ziekenhuis.

## Koningschap
In tegenstelling tot haar moeder, die zich vaak liet aanspreken met 'mevrouw', wenste Beatrix dat zij altijd toegesproken werd met 'Majesteit'. De verjaardag van haar moeder werd aangehouden als Koninginnedag, maar het bloemendefilé werd afgeschaft. In plaats dat de bevolking in defilé langs het bordes van haar woonpaleis liep en bloemen neerlegde, zoals bij haar moeder, koos Beatrix ervoor dat zij telkens één of twee Nederlandse plaatsen zou aandoen. Ook schafte zij het gebruik van haar moeder af dat de koningin vlak voor kerst haar paleispersoneel een mok hete chocolademelk inschonk. Ook schonk zij bezoekende ministers geen kop thee meer in, zoals haar moeder deed, maar liet dat over aan een lakei.
De plannen om het Nederlandse hof te reorganiseren werden uitgevoerd. Aan het hoofd kwam een grootmeester, waaraan de hoofden van dienst verantwoording schuldig zijn. In 1981 verhuisde zij met haar gezin naar Den Haag. Paleis Huis ten Bosch werd het woonpaleis en paleis Noordeinde in de Haagse binnenstad nabij het Binnenhof het werkpaleis.
Staatsbezoeken volgden. Eerst naar Luxemburg en daarna naar de buurlanden België, West-Duitsland en het Verenigd Koninkrijk. Bij haar staatsbezoek aan de Verenigde Staten sprak zij op 22 april 1982 het voltallige Amerikaans Congres toe.
Ter gelegenheid van haar vijftigste verjaardag in 1988 werd op 29 april een televisieportret uitgezonden waar naast Beatrix ook prins Claus en haar drie zonen aan het woord kwamen. De schrijfster Hella Haasse nam een tv-interview met haar af. Desgevraagd vertelde Beatrix haar dat zij geen literatuur las, omdat zij door het bestuderen van de vele ambtelijke documenten daarvoor de tijd niet had.
Een dag later, op Koninginnedag, bracht Beatrix een verrassingsbezoek aan Amsterdam en bezocht de vrijmarkt. Daar werd zij spontaan gekust door een Amsterdammer. Als nationaal geschenk kreeg Beatrix de tv-documentaire De wording aangeboden, gemaakt door Cherry Duyns, die op 30 april 1988 voor het eerst werd uitgezonden.

Monogram van koningin Beatrix

Haar kersttoespraken droegen een persoonlijke stempel. Vanaf 2000 werden ze op de televisie uitgezonden. Daarvoor alleen via de radio. Ook andere redes trokken de aandacht. Historisch is haar kerstrede van 1988. In de troonrede van dat jaar liet premier Ruud Lubbers haar zeggen dat Nederland schoner was geworden, met name in het water en de lucht. Met Kerstmis zei zij exact het tegenovergestelde: "Onze wereld lijdt onder vervuiling en vergiftiging van lucht, bodem en water. Langzaam sterft de aarde."
Voor haar inzet voor de eenheid van Europa kreeg zij op 16 mei 1996 de prestigieuze Internationale Karelsprijs van de Duitse stad Aken.
Beatrix heeft een warme belangstelling voor kunst. Jaarlijks reikte zij de koninklijke subsidies voor jonge kunstenaars uit. In 2000 richtte Beatrix als gastconservator een tentoonstelling in van moderne Nederlandse kunstenaars in het Stedelijk Museum te Amsterdam onder de titel 'De voorstelling. Nederlandse kunst in het stedelijk paleis'. Als hobby boetseert en beeldhouwt zij.
Zij was goed op de hoogte van dossiers. Voormalig minister-president Van Agt verwoordde zijn wekelijkse officiële bezoeken aan haar ooit zo: "Je wordt overhoord, doorgemeten en uitgemeten. De koningin weet alles. Het was peentjes zweten."
In 2002 was Beatrix persoonlijk actief om het leven te redden van de Nigeriaanse Amina Lawal, die tot de doodstraf veroordeeld was wegens seks voor het huwelijk, waarbij ze ook nog eens zwanger was geraakt. Beatrix nodigde David Vriesendorp, de toenmalige directeur van Amnesty International Nederland, uit om het staatsbanket bij te wonen van de bezoekende Nigeriaanse president Olusegun Obasanjo. Zij regelde na afloop van het diner dat de twee elkaar te spreken kregen. Haar actie slaagde. Het doodsvonnis werd ingetrokken.
Tot in 2010 was Beatrix betrokken bij de vorming van een nieuw kabinet. In 2010 en 2011 werd er in de Tweede Kamer gediscussieerd over de mogelijke invoering van een ceremonieel koningschap. Dergelijke voorstellen konden uiteindelijk niet op een Kamermeerderheid rekenen. In 2012 besloot de Tweede Kamer echter wel om haar eigen Reglement van Orde zodanig te wijzigen dat het staatshoofd voortaan geen rol meer speelt in het formatieproces. Overigens had de Tweede Kamer al sinds 1971 (motie-Kolfschoten) de mogelijkheid om het staatshoofd niet bij de formatie te betrekken.
Onder het koningschap van Beatrix dienden er in totaal vijf premiers: Dries van Agt, Ruud Lubbers, Wim Kok, Jan Peter Balkenende en Mark Rutte.

### Staatsbezoeken
Tijdens haar koningschap bracht Beatrix 54 staatsbezoeken. Drie dagen na terugkomst van haar laatste staatsbezoek, aan Singapore, kondigde zij haar troonsafstand aan.
In 2011 werd het staatsbezoek aan Oman afgezegd, wegens plaatselijke onlusten die een gevolg waren van een roep van een deel van de bevolking voor meer democratie in deze dictatoriaal geleide oliestaat. Direct na de annulering maakte premier Rutte bekend dat de koningin het land toch zou bezoeken, maar nu als privépersoon. Een jaar later ging het staatsbezoek alsnog door en bezocht zij Oman een tweede keer.

### Prins Claus
Gedurende Beatrix' koningschap heeft zij te maken gehad met de zwakke gezondheid van haar echtgenoot. Eind jaren zeventig waren er aanwijzingen dat prins Claus depressief was. Vanaf 1982 werd hij hiervoor behandeld in een Nederlandse en Zwitserse kliniek. Later werd bij Claus de diagnose Parkinson gesteld en kreeg hij kanker. Op 6 oktober 2002 overleed hij.

### Eredoctoraat Universiteit Leiden
Op 8 februari 2005 kreeg Beatrix uit handen van de rector magnificus van de Universiteit Leiden een eredoctoraat uitgereikt voor de wijze waarop zij het belang van vrijheid van mensen aan de orde heeft gesteld en zich heeft uitgesproken over de verantwoordelijkheid die vrijheid met zich meebrengt. In haar toespraak gaf zij aan steeds meer vrijheid te hebben gekregen buiten de ministeriële verantwoordelijkheid om.

### 25-jarig regeringsjubileum

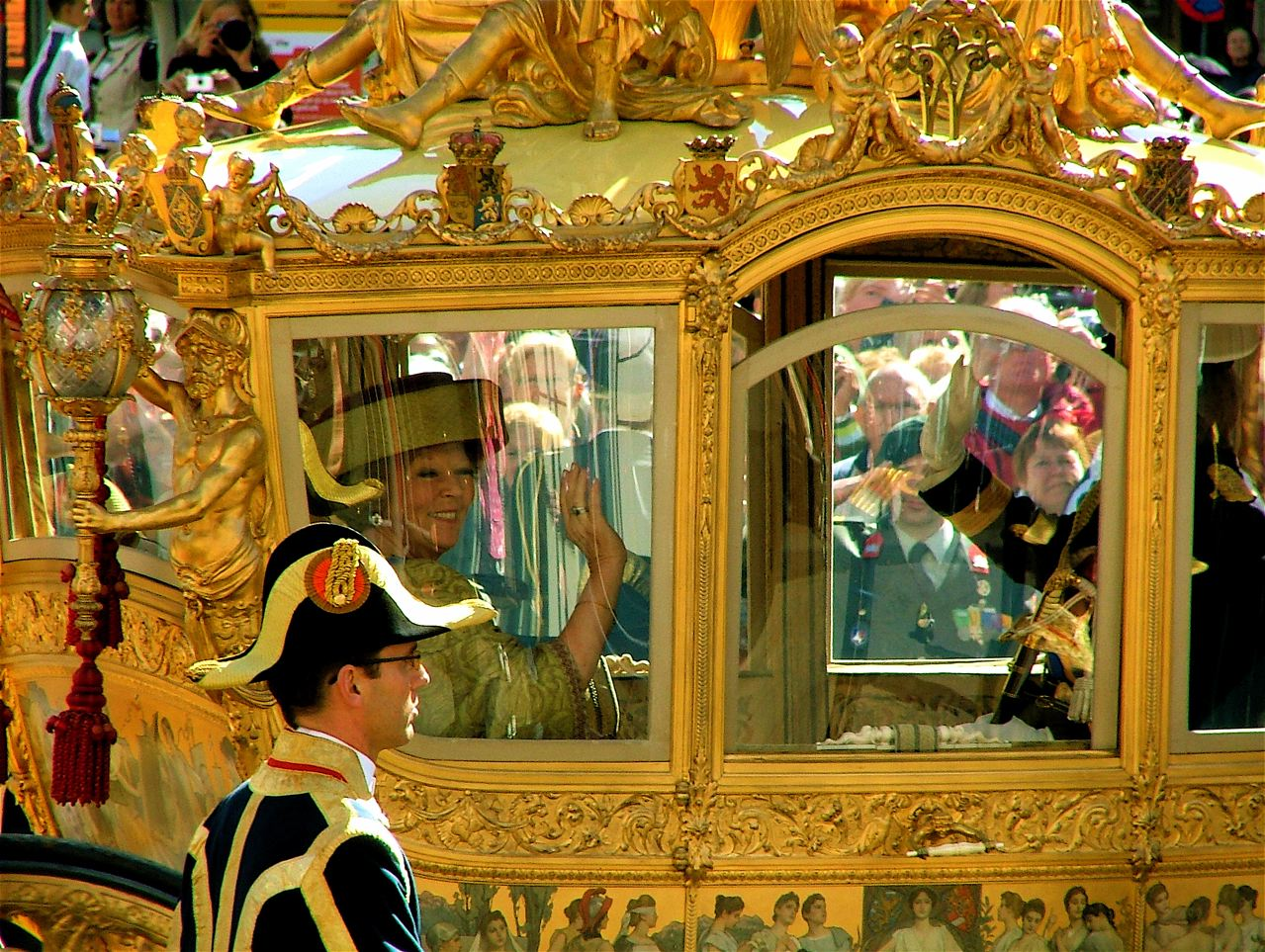
Koningin Beatrix tijdens Prinsjesdag in de Gouden Koets

Op 30 april 2005 vierde Beatrix haar 25-jarig regeringsjubileum met een bijeenkomst in de Ridderzaal te Den Haag waar naast de koninklijke familie en het kabinet ook vrijwel alle parlementariërs en veel andere officiële vertegenwoordigers van het Nederlandse volk aanwezig waren.
's Middags was er de gebruikelijke Koninginnedagviering, dit keer in Scheveningen, en 's avonds vond in een feesttent op het Haagse Malieveld een show plaats waarbij de koninklijke familie aanwezig was. Tijdens een televisie-interview, uitgezonden op de vooravond van het jubileum, sprak Beatrix over een sterk veranderde samenleving en de eenzaamheid van het koningschap. In het kader van haar regeringsjubileum bezocht Beatrix alle Nederlandse provincies, de Nederlandse Antillen en Aruba.
In de pers werd, ter gelegenheid van het regeringsjubileum, Beatrix over het algemeen geroemd om haar professionele, zij het enigszins afstandelijke koningschap. Haar gesuggereerde bemoeizucht en invloed werden genuanceerd. Uit een opiniepeiling bleek dat de overgrote meerderheid van het Nederlandse volk Beatrix en de monarchie steunde.

### 70e en 75e verjaardag
Ter gelegenheid van haar zeventigste verjaardag werd op 30 januari 2008 de televisiereportage Veel besproken onbesproken, koningin Beatrix 70 jaar uitgezonden. Eén dag later vond een viering in theater Carré plaats. Zoals gebruikelijk bij dergelijke jubileumvieringen werden vlak voor deze verjaardag diverse boeken over haar leven op de markt gebracht. Haar laatste verjaardag als koningin vierde zij op 1 februari 2013 met haar familie in het Beatrix Theater waar de dansgroep Introdans een voorstelling gaf.

### Incidenten

#### Aanslag in Apeldoorn
Op Koninginnedag 2009 drong de 38-jarige Karst Tates in Apeldoorn met een kleine personenauto door dranghekken en een menigte richting de open dubbeldekker bus waarin zich de voltallige koninklijke familie bevond. Er vielen acht doden, onder wie de bestuurder, en elf gewonden. Beatrix en haar familieleden bleven ongedeerd, maar braken hun bezoek aan de stad onmiddellijk af.
Een motief is nooit vastgesteld, noch wat Tates' exacte bedoelingen waren geweest, maar volgens mensen die hem kenden zou hij haat gekoesterd hebben tegen het koningshuis.

#### Prinsjesdag 2010
Op Prinsjesdag 2010 gooide een man een waxinelichthouder van 629,5 gram naar de Gouden Koets, die vervolgens op de zijkant afketste. Als motief gaf hij dat Beatrix ten onrechte op de troon zat, omdat zij geen nakomeling zou zijn van koning Willem III. De man zat bijna twee jaar vast en werd uiteindelijk op 1 februari 2013 in hoger beroep veroordeeld tot een gevangenisstraf van vijf maanden onvoorwaardelijk. Tijdens zijn eerste proces had hij geëist dat DNA zou worden afgenomen van de lichamen van koning Willem III, koningin Wilhelmina en koningin Juliana, zodat hij kon bewijzen dat Beatrix geen officieel lid was van de Oranje-dynastie. De rechter wees dat verzoek af.

## Inkomen
Jaarlijks krijgt Beatrix een gage van de staat. Voor 2013 was dit voor de koningin vastgesteld op een bedrag van 5,23 miljoen euro, waarvan 825.000 euro het inkomensdeel was, de rest het deel voor personele en materiële uitgaven; het inkomensdeel werd na haar abdicatie 465.000 euro op jaarbasis. Sinds haar aftreden blijft zij de vrije beschikking houden over het regeringsvliegtuig.
De avondkrant NRC Handelsblad publiceerde in 2010, na daarvoor een beroep te hebben gedaan op de Wet openbaarheid van bestuur, dat Beatrix een jaar eerder in de Koninklijke Stallen in Den Haag een proefopstelling had laten plaatsen van het geplande nieuwe interieur van het regeringsvliegtuig. Zij kon daarmee onder meer de hardheid van de stoelen testen. De kosten van de proefopstelling bedroegen iets meer dan 100.000 euro. De totale herinrichtingskosten bedroegen 4,3 miljoen euro, acht ton meer dan begroot. De Rijksvoorlichtingsdienst liet weten dat de herinrichting niet geschiedde op verzoek van de koningin, maar de krant ontdekte in de documenten dat wel terdege rekening gehouden was met haar wensen.

## Controverses

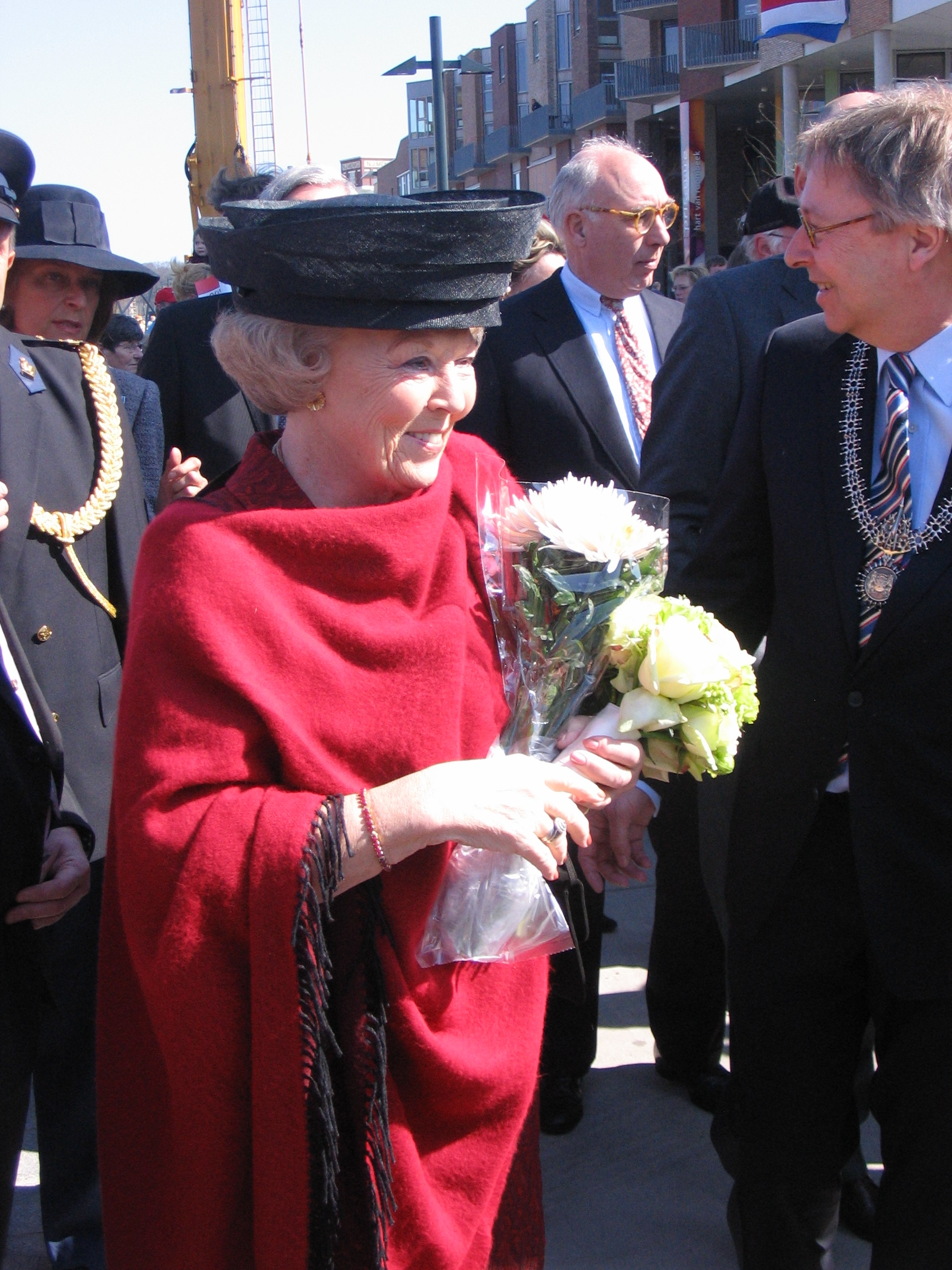
Koningin Beatrix in het vernieuwde Roombeek, 22 april 2008

### Margarita-affaire

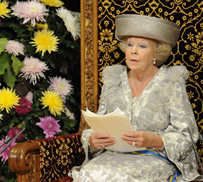
Koningin Beatrix tijdens het voorlezen van de troonrede van 2011

## Abdicatie

Standaard van prinses Beatrix

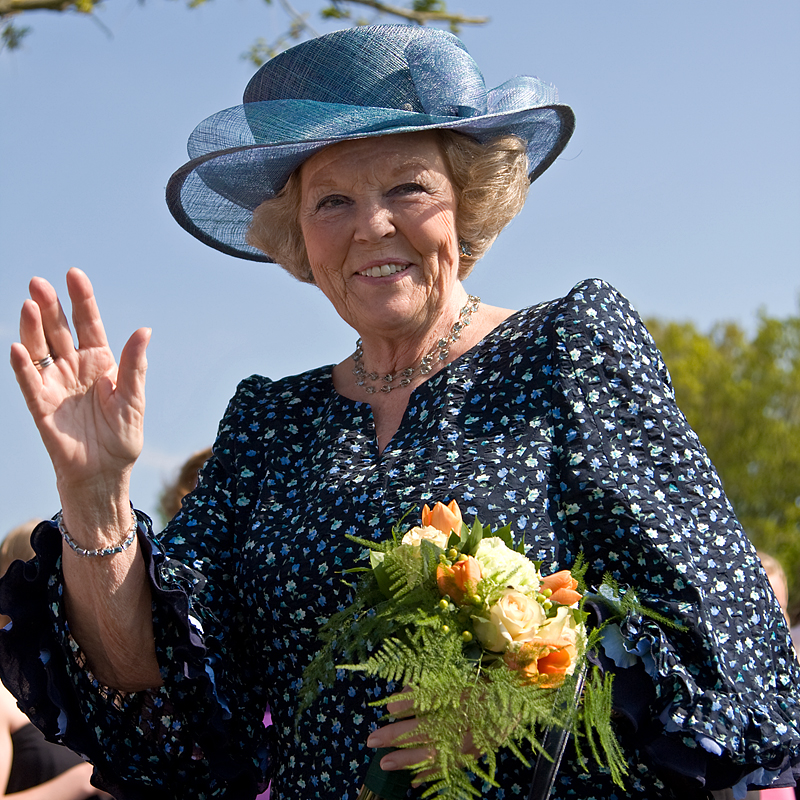
Koningin Beatrix tijdens een bezoek aan Vries in 2008